# Сямра Рагімлі
Сямра Рагімлі (азерб. Səmra Rəhimli; нар. 19 жовтня 1994 року, Баку, Азербайджан), відома як Сямра (азерб. Səmra) — азербайджанська співачка. 2016 року представляла Азербайджан на Євробаченні 2016 у Стокгольмі, Швеція, із піснею «Miracle». Учасниця двох вокальних проєктів — «O Ses Türkiye» (Голос Туреччини) і «Səs Azerbaycan» (Голос Азербайджану).

## Дискографія

### Сингли
| Рік  | Назва     | Альбом            |
| ---- | --------- | ----------------- |
| 2015 | «O sevir» | Non-algum singles |
| 2016 | «Miracle» | Non-algum singles |